# 熟議民主主義
熟議民主主義（じゅくぎみんしゅしゅぎ、英語: deliberative democracy）は、熟議を重んじる民主主義の形態を指す。ここでいう熟議とは、他者の意見に耳を傾けながら自らの立場を修正しようとする態度を持って議論することを指す。熟議民主主義は「多数による横暴」に陥りかねない民主主義のあり方と対比される。
熟議民主主義では平等主義的な熟議の実施が一般に好まれるが、議会など選ばれたエリート間の熟議を強調する論者もいる。また、市民社会における熟議を重視する立場と議会など既存の制度内での熟議を重視する立場とがある。
古くはアリストテレスが、市民が公共の場において法を議論することの重要性を論じた。現代になって熟議民主主義の概念を再興したのはユルゲン・ハーバーマスである。熟議民主主義の論者としては他にエイミー・ガットマン、ヤン・エルスター、ジョシュア・コーエン、ジェイムズ・フィシュキンがいる。

## 呼称
熟慮民主主義、審議的民主主義、協議的民主主義、熟議の民主政などとも呼ばれる。討議民主主義（英語: Discursive democracy）との厳密な区別はないともされ、区別があるともされる。かつては英語の deliberation を「熟慮」と日本語訳する用語法もあった。

## ミニ・パブリックス
熟議民主主義を実践する仕組みの一つに「ミニ・パブリックス」がある。ミニ・パブリックスでは、まず熟議参加者が無作為に選ばれ、専門家が参加者に知識を提供した後、参加者が小さなグループに分かれて熟議を行い、最後に参加者全体としての熟議を行う。参加者の数は比較的少数とされ、専門家は熟議に参加せず、情報提供のみ行う。政策決定をはじめとする意思決定のほか、政策提言など意見形成にも用いられる。

## 討論型世論調査
思いつきの回答を排除する世論調査に、スタンフォード大学のフィシュキンが考案した討論型世論調査(Deliberative Polling)と呼ばれる方法がある。討論型世論調査の手法は上記のミニ・パブリックスとほぼ同様だが、熟議前と熟議後にアンケート調査を行い、その意見の変化を読み取る。また、熟議での多様性、誠実性、平等性を確保するために専門の訓練を受けた司会者による討論の運営と、参加者に正確な情報を提供し、結果を的確にまとめる専門の監修グループの存在を必要としている。
討論型世論調査は無作為抽出であり、代表性を実現できていることから、その結果が現実の政治に無視できない影響を与えた例もある。1988年にオーストラリアのラッド首相がアボリジニの盗まれた世代に対して公式謝罪した原動力のひとつに、事前に行われた討論型世論調査の結果があると言われる。討論型世論調査は2012年までに世界の17か国で実施され、日本でも2009年に神奈川県で道州制の是非をテーマに討論型世論調査が行われている。